# Giroux (Indre)
Giroux település Franciaországban, Indre megyében. Lakosainak száma 121 fő (2022. január 1.). Giroux Luçay-le-Libre, Meunet-sur-Vatan, Paudy, Reuilly, Saint-Pierre-de-Jards és Vatan községekkel határos.

## Népesség
A település népességének változása:
| Lakosok száma | 195  | 139  | 138  | 119  | 121  | 118  | 116  | 117  | 118  | 121  |
|               | 1968 | 1982 | 1990 | 2006 | 2013 | 2015 | 2017 | 2019 | 2020 | 2022 |